# Difteria
La difteria (del griego διφθέρα, diphthéra "membrana", llamada antiguamente garrotillo y algunas veces cuero) es una enfermedad infecciosa aguda epidémica, ocasionada por la exotoxina proteica producida por Corynebacterium diphtheriae (bacilo de Klebs-Löffler). Se caracteriza por la aparición de falsas membranas (pseudomembranas) firmemente adheridas, de exudado fibrinoso, que se forman principalmente en las superficies mucosas de las vías respiratorias y digestivas superiores. Suele afectar a las amígdalas, garganta, nariz, miocardio, fibras nerviosas o piel.
La difteria suele propagarse entre las personas por contacto directo, a través del aire, o a través del contacto con objetos contaminados. La transmisión asintomática y la infección crónica también son posibles.Diferentes cepas de C.  diphtheriae' son la causa principal en la variabilidad de la letalidad, ya que la letalidad y los síntomas en sí son causados por la exotoxina producida por la bacteria. El diagnóstico a menudo se puede hacer basándose en el aspecto de la garganta con confirmación por cultivo microbiológico.La infección previa puede no proteger contra la infección. 
Una vacuna contra la difteria es eficaz para la prevención, y está disponible en varias formulaciones. Se recomiendan tres o cuatro dosis, administradas junto con la vacuna contra el tétanos y la vacuna contra la tos ferina, durante la infancia. Se recomiendan más dosis de la vacuna contra la difteria y el tétanos cada diez años.La protección puede verificarse midiendo el nivel de antitoxina en la sangre.La difteria puede prevenirse en las personas expuestas, así como tratarse con los antibióticos eritromicina o bencilpenicilina. A veces es necesaria una traqueotomía para abrir las vías respiratorias en los casos graves.
En 2015, se notificaron oficialmente 4500 casos en todo el mundo, frente a los casi 100 000 de 1980. Se cree que antes de la década de 1980 se producían alrededor de un millón de casos al año.  En la actualidad, la difteria se da con mayor frecuencia en África subsahariana, India e Indonesia.  En 2015, provocó 2100 muertes, frente a las 8000 de 1990.  En las zonas donde sigue siendo frecuente, los niños son los más afectados. Es poco frecuente en el mundo desarrollado debido a la vacunación generalizada, pero puede resurgir si disminuyen las tasas de vacunación. En Estados Unidos se notificaron 57 casos entre 1980 y 2004. La muerte se produce en el 5-10% de las personas diagnosticadas. La enfermedad fue descrita por primera vez en el siglo V a. C. por Hipócrates. La bacteria fue identificada en 1882 por Edwin Klebs.

## Infección
Ataca sobre todo a los niños menores de 5 años y causa peor efecto a niños de 6 años.
Esta enfermedad infecciosa provoca, entre otros síntomas, ardor en la garganta al pasar la comida, dificultad al respirar o estados de choque inminente (piel fría, inquietud, fiebre, exudado mucoso grisáceo). Puede ser mortal.

## Transmisión
Se transmite a otros por medio del contacto directo por estornudos, garganta, piel, ojos o cualquier otro tipo de secreción de las personas infectadas.

## Mecanismo
La toxina diftérica (DT) sólo es producida por C. diphtheriae infectada con cierto tipo de bacteriófago.  La Toxinogenicidad viene determinada por la conversión fágica (también llamada Conversión lisogénica); es decir, la capacidad de la bacteria para realizar cambios en el DT como consecuencia de la infección por un fago concreto. La DT está codificada por el gen tox. Las cepas de corinefago son o bien tox+ (por ejemplo, corinefago β) o bien tox- (por ejemplo, corinefago γ). El gen tox se integra en el genoma bacteriano. El cromosoma de C. diphtheriae tiene dos sitios de unión bacteriana (attB) diferentes pero funcionalmente equivalentes para la integración del profago β en el cromosoma.
El precursor de la toxina diftérica es una proteína de peso molecular 60 kDa. Ciertas proteasas, como la tripsina, escinden selectivamente la DT para generar dos cadenas peptídicas, el fragmento aminoterminal A (DT-A) y el fragmento carboxilo-terminal B (DT-B), que se mantienen unidos por un enlace disulfuro. DT-B es una subunidad de reconocimiento que consigue la entrada de la DT en la célula huésped mediante la unión al dominio similar al EGF del factor de crecimiento similar al EGF de unión a la heparina. <(HB-EGF) --> en la superficie celular. Esto indica a la célula que internalice la toxina dent|ro de un endosoma mediante endocitosis mediada por receptor. Dentro del endosoma, la DT es dividida por una proteasa similar a la tripsina en DT-A y DT-B. La acidez del endosoma hace que la DT-B cree poros en la membrana del endosoma, catalizando así la liberación de DT-A al citoplasma.
El fragmento A inhibe la síntesis de nuevas proteínas en la célula afectada catalizando la ADP-ribosilación de factor de elongación EF-2-una proteína que es esencial para el paso de traducción de la síntesis de proteínas. Esta ADP-ribosilación implica la transferencia de una ADP-ribosa desde el NAD+ a un residuo de diftamida (una histidina modificada) dentro de la proteína EF-2. Dado que EF-2 es necesaria para el movimiento de ARNt desde el sitio A al sitio P del ribosoma durante la traducción de proteínas, la ADP-ribosilación de EF-2 impide la síntesis de proteínas.
La ADP-ribosilación de EF-2 se invierte administrando altas dosis de nicotinamida (una forma de vitamina B3), ya que éste es uno de los productos finales de la reacción, y altas cantidades impulsan la reacción en sentido contrario.

## Síntomas
Existen dos cuadros clásicos de difteria: uno en la nariz y la garganta y otro en la piel. Los síntomas principales son el dolor de garganta, un aumento leve de la temperatura corporal y ganglios linfáticos (nódulos linfáticos) inflamados en el cuello. Además, se puede formar una membrana en la garganta. Las lesiones de la piel pueden ser dolorosas, de aspecto hinchado y enrojecido. También se reconocen con menor frecuencia cuadros iniciales de infección cutánea, vaginal, de conjuntivas oculares u oídos. Los síntomas suelen aparecer a los 3 a 9 días. Si no aparecen antes o después, se debe acudir a un hospital entre 24 a 48 horas después del contagio.

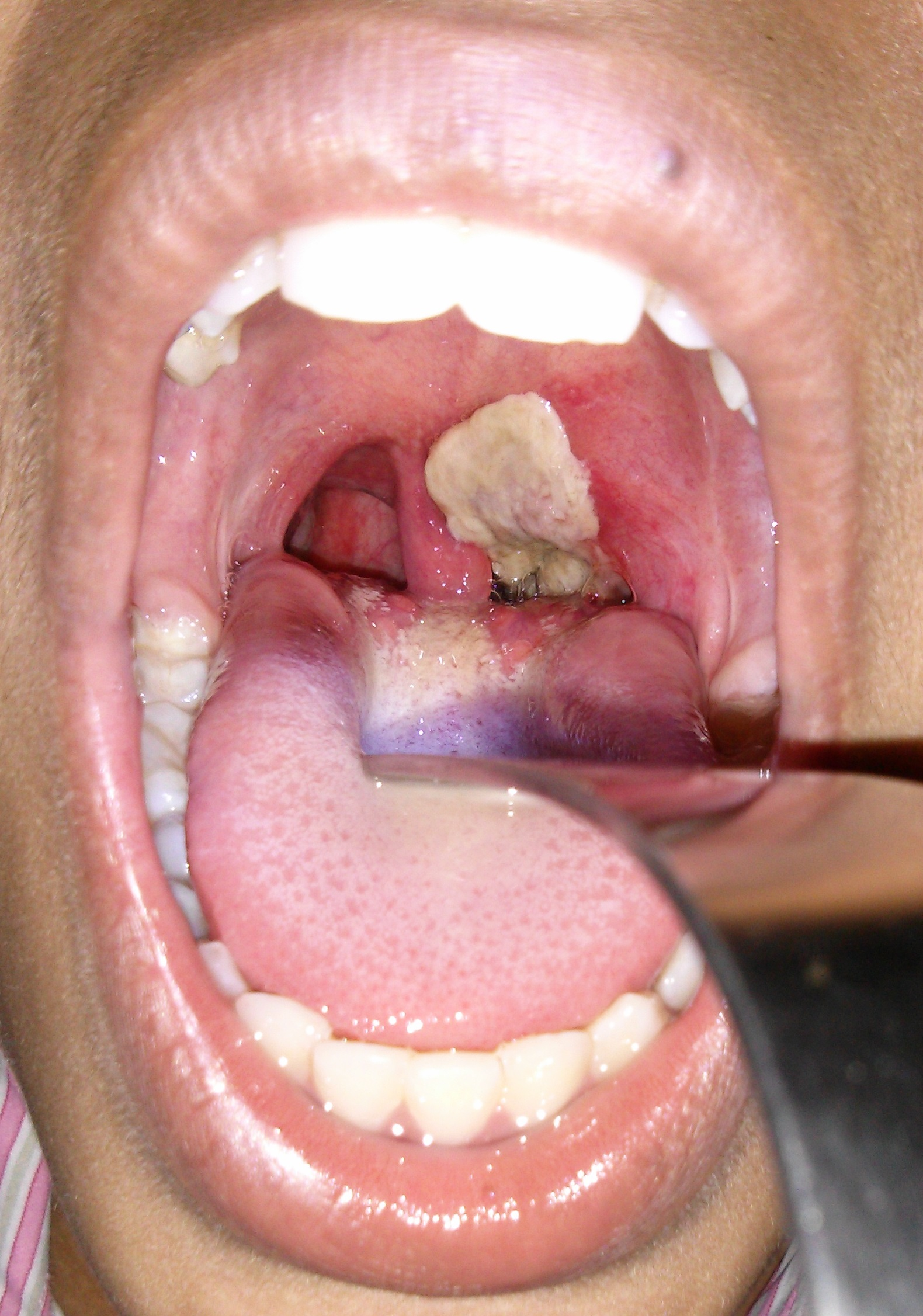
Un ejemplo de la seudomembrana densa y gris que cubre las amígdalas en un ejemplo clásico de difteria.

## Periodo de transmisibilidad
Las personas no tratadas infectadas con difteria suelen ser contagiosas durante las primeras dos semanas, y menos frecuentemente más allá de cuatro. Si son tratadas con los antibióticos apropiados, el periodo contagio puede limitarse a menos de cinco días. El recuperarse de la difteria no siempre produce inmunidad duradera.

## Vacunación
El toxoide de la difteria usualmente se combina con el del tétanos (Clostridium tetani) y el de la tos ferina (Bordetella pertussis) en una sola vacuna triple conocida como DTP.

### Vacunación en Argentina
En Argentina se aplican cuatro vacunas en el calendario oficial contra la difteria, la vacuna quíntuple (o pentavalente), en los menores de 18 meses, la vacuna tripe bacteriana celular a los 5 años, la vacuna triple bacteriana acelular a los 11 años, en embarazadas y personal de salud y la vacuna doble bacteriana (DTP) a partir de los 15 o 16 años con un refuerzo cada 10 años en adultos.

### Vacunación en España
Según el calendario vacunal vigente en España, salvo la herida que precise una dosis extra de gamma globulina, la pauta de vacunación para inmunización frente a difteria/tétanos es de cinco dosis en total, frente a la antigua que decía que había que poner una dosis de refuerzo cada diez años tras la primera vacunación.

## Prevención
La forma más efectiva de control es la de mantener el más alto nivel de vacunación en la comunidad. Otros métodos de control incluyen el pronto tratamiento de casos y mantener un programa de vigilancia epidemiológica. Cualquiera que tenga contacto con una persona con difteria, deberá ser examinada en busca de la enfermedad, tratada con antibióticos y, posiblemente, tenga la enfermedad. También se puede prevenir cuando la persona infectada se cubre la boca con un pañuelo desechable cuando va a toser y se lava las manos después de toser. Esta enfermedad es muy contagiosa, por lo que es recomendable vacunarse.
En España y en muchos otros países, la difteria está en la lista de enfermedades de declaración obligatoria.

## Tratamiento
El tratamiento curativo incluye sobre todo la sueroterapia antitoxina. La antitoxina diftérica es de origen equino, y antes de su administración se debe proceder a un test cutáneo (o en la conjuntiva) para excluir una posible hipersensibilidad. Los antibióticos desempeñan un papel accesorio en el tratamiento. Su utilidad principal es acelerar la desaparición del germen en los individuos curados que siguen siendo portadores.